# العقل (الحيمة الداخلية)

تعديل مصدري - تعديل

العقل هي إحدى قرى عزلة بني عمرو بمديرية الحيمة الداخلية التابعة لمحافظة صنعاء، بلغ تعداد سكانها 86 نسمة حسب تعداد اليمن لعام 2004.